# 男山病院
男山病院（おとこやまびょういん）は、京都府八幡市にある医療機関。元は学校法人関西医科大学が1975年に3番目の附属病院として関西医科大学附属男山病院として開設した。のちに2009年4月1日から経営移譲により、現名称となった。

## 沿革
- 1975年10月11日 - 関西医科大学附属男山病院診療開始。
- 2009年3月31日 - 関西医科大学附属男山病院閉院。
- 2009年4月1日 - 男山病院開院。

## 診療科
- 総合内科
- 消化器内科
- 血液内科
- 糖尿病内科
- 腎臓内科（人工透析）
- 緩和ケア内科
- 脳神経内科
- 外科
- 整形外科・リウマチ科
- 脳神経外科
- 形成外科
- 小児科
- 皮膚科
- 泌尿器科
- 眼科
- 耳鼻咽喉科
- リハビリテーション科
- 放射線科
- 麻酔科

## 医療機関の指定等
出典

### 施設認定・基準等
| (財)日本医療機能評価機構 一般病院2         | 救急指定病院                             | 保険医療機関 |
| 労災保険指定病院                           | 生活保護法指定病院                       |              |
| 公害医療機関                               | 肝炎インターフェロン治療医療機関         |              |
| 小児慢性特定疾病医療費助成制度指定医療機関 | 難病医療費助成制度指定医療機関           |              |
| 被爆者一般疾患医療機関                     | 結核予防法指定医療機関                   |              |
| 身体障害者福祉法指定病院                   | 在宅療養あんしん病院（京都府制度）       |              |
| 指定自立支援医療機関（更生医療：腎臓）     | 指定自立支援医療機関（精神通院：小児科） |              |

### 学会等施設認定
| 日本整形外科学会専門医制度研修病院   | 日本手外科学会研修施設認定             |
| 日本外科学会外科専門医制度関連施設   | 日本消化器外科学会関連施設             |
| 日本超音波医学会専門医研修施設       | 日本リウマチ学会教育施設               |
| 日本リハビリテーション医学会研修施設 | 日本麻酔科学会認定麻酔指導病院         |
| ＮＳＴ稼働施設認定                   | 乳房再建用インプラント実施認定施設     |
| 日本乳癌学会関連施設                 | 日本医学放射線学会画像診断管理認定施設 |

## 交通アクセス
- 樟葉駅から京阪バス1、2のりばに乗車。公園前で下車、すぐ。